# Ново-Покровський (Кабардино-Балкарія)
Ново-Покровський (рос. Ново-Покровский) — хутір у Прохладненському районі Кабардино-Балкарії Російської Федерації.
Орган місцевого самоврядування — сільське поселення Прималкінське. Населення становить 1100 осіб.

## Історія
Згідно із законом від 27 лютого 2005 року органом місцевого самоврядування є сільське поселення Прималкінське.

## Населення
| 1926 | 1970 | 1989  | 2002  | 2010  |
| ---- | ---- | ----- | ----- | ----- |
| 280  | ↗887 | ↗1048 | ↗1100 | →1100 |